# Gita Gopinath
Gita Gopinath (1971) és una economista indo-estatunidenca que treballa com a directora gerent adjunta del Fons Monetari Internacional (FMI), des del 21 de gener de 2022. Anteriorment havia exercit com a economista en cap del FMI entre 2019 i 2022.
Abans d'unir-se a l'FMI, Gopinath va tenir una carrera de dues dècades com a acadèmica, inclosa al departament d'economia de la Universitat Harvard, on va ser professora d'Estudis Internacionals i Economia (2005-2022) i abans professora ajudant a la mateixa universitat i a la Universitat de Chicago (2001–05). També és codirectora del programa internacional de finances i macroeconomia de l'Oficina Nacional d'Investigació Econòmica i anteriorment ha treballat com a assessora econòmica honorària del primer ministre de Kerala.
Gopinath va ser nomenada economista en cap de l'FMI l'octubre de 2018 per la seva directora general Christine Lagarde. En una entrevista amb Trevor Noah a The Daily Show, va anomenar la recessió mundial del 2020 com "The Great Lockdown". El desembre de 2021, la directora gerent de l'FMI, Kristalina Gueorgieva, la va nomenar la primera directora gerent adjunta de l'FMI, que és la segona posició de l'organització.